# Élections législatives palestiniennes de 2006
Les élections législatives palestiniennes de 2006 ont lieu le 25 janvier 2006 afin de renouveler les sièges du Conseil législatif palestinien. Les précédentes élections de cette assemblée datent de 1996. Le scrutin est repoussé à plusieurs reprises, à cause de la situation du conflit israélo-palestinien. Les électeurs de la bande de Gaza, de la Cisjordanie et de Jérusalem-Est sont appelés aux urnes par l'Autorité palestinienne.
Le nouveau conseil législatif comprend 132 sièges, contre 88 dans le précédent. La moitié des représentants sont désignés à la proportionnelle.

## Contexte politique
L'assemblée est dominée jusqu'en 2006 par le mouvement Fatah des présidents palestiniens Yasser Arafat puis Mahmoud Abbas. La principale opposition est le mouvement islamiste Hamas qui n'avait pas participé (boycott) au scrutin de 1996.

### Fatah
Le Fatah détient 68 des 88 sièges. Toutefois, des divisions internes se font sentir dans le mouvement et de nouvelles personnalités ont émergé dans la « jeune garde » et s'élèvent contre la corruption du parti, tel que Marouane Barghouti mais il purge une peine de prison en Israël, étant condamné pour ses responsabilités au sein du tanzim et des Brigades des Martyrs d'Al Aqsa, structure armée proche du Fatah). Sa nouvelle faction, Al-Moustaqbal, doit initialement présenter Barghouti comme tête de liste. Des négociations entre les deux courants conduisent, le 28 décembre 2005, à une liste unique avec Barghouti pour tête de liste, malgré les divergences profondes qui continuent de les opposer.
La vieille garde et Al-Moustaqbal se mobilisent au sein du Fatah. Leur réconciliation est vue par un grand nombre d'observateurs comme motivée par une peur de voir une victoire du mouvement islamiste Hamas qui est leur principal rival.

### Hamas
Le Hamas, ayant refusé de participer aux élections législatives palestiniennes de 1996 pour protester contre les négociations avec Israël, n'a jamais été représenté dans le conseil législatif palestinien. Ce mouvement ne reconnait pas à Israël le droit d'exister comme État juif et jugeait donc illégitime l'Autorité palestinienne créée par les accords d'Oslo.
Le Hamas ressort avec un prestige renforcé de la fin de l'occupation israélienne de la bande de Gaza en septembre 2005. Après son succès considérable aux élections municipales palestiniennes de 2005, la perspective d'un nouveau conseil législatif dominé par le Hamas effraie la plupart des gouvernements occidentaux qui le considèrent généralement comme un groupe terroriste.
Le mouvement se montre pragmatique, nouant des alliances avec des notables locaux respectés, acceptant des chrétiens sur ses listes et gérant avec compétence les municipalités qu’il a conquises.

### Palestine indépendante
Une troisième liste se présente aux élections sous la tête de liste Moustafa Barghouti, lointain parent de Marouane Barghouti. Cette liste souhaite proposer une troisième voie à la majorité silencieuse palestinienne en ne favorisant « ni le fondamentalisme du Hamas, ni l'autocratie et la corruption du parti Fatah au pouvoir ».
Le programme de ce nouveau mouvement promet de lutter contre la corruption, demande le démantèlement de ce qui est appelé le mur de l'apartheid et se veut démocratique et indépendant.

## Déroulement de la campagne
Le 21 décembre 2005, certains dirigeants israéliens ont manifesté leur intention d'empêcher la tenue du scrutin à Jérusalem-Est qui, contrairement aux autres localités palestiniennes où le vote doit se dérouler, est sous contrôle civil et militaire israélien (l'annexion consécutive à la guerre des Six Jours de 1967 n'a jamais été reconnue par la majorité des gouvernements étrangers ni par les Palestiniens qui revendiquent la ville pour capitale d'un futur État).
Israël a affirmé que son opposition à la tenue d'élections à Jérusalem-Est n'était pas motivée par une question de souveraineté sur la ville (les Palestiniens de Jérusalem avaient pu voter en 1996) mais par une inquiétude face à la participation du Hamas (et potentiellement par sa victoire) aux élections. Les dirigeants palestiniens ont répliqué que les élections ne se tiendraient pas sans une participation des Palestiniens de Jérusalem-Est.
Le scrutin, tenu sous occupation étrangère, a suscité une très forte mobilisation de la population palestinienne. Plus des trois-quarts des électeurs se sont rendus dans les bureaux de vote. Quelque 900 observateurs internationaux sont présents.

### Fin de la trêve
Le Jihad islamique et plusieurs factions armées liées au Fatah, comme les brigades des martyrs d'Al-Aqsa, ont déclaré le 31 décembre 2005, à quelques heures de l'expiration de la trêve des attaques contre Israël négociée en mars au Caire, qu'ils ne la reconduiraient pas forcément en 2006.[réf. nécessaire]
Quelques jours plus tard, le Hamas déclare également la fin de la trêve.[réf. nécessaire]

## Résultats
D'après la Commission électorale centrale, un premier taux de participation est annoncé à près de 77,6 % des 1,35 million d'électeurs inscrits. Chaque électeur a l'index de la main gauche, enduit d'encre, indélébile afin d'empêcher les votes multiples.
Selon les résultats officiels des législatives, le Hamas obtient la majorité absolue au Parlement palestinien. Ismaël Haniyeh, l'un des dirigeants du Hamas, est nommé Premier ministre par le président Mahmoud Abbas le 19 février 2006, et il annonce la formation de son gouvernement le 19 mars.
La mission d'observation des élections mandatée par l'Union européenne déclare que le scrutin s'est déroulé en toute régularité. Elle n'en reconnait cependant pas les résultats du fait de la victoire du Hamas, qualifié de « terroriste » par l’UE. Les pays européens suspendent dans la foulée leur coopération avec l'Autorité palestinienne.
En mars 2008, le journal américain Vanity Fair publie des documents qui prouvent que les États-Unis ont tenté d'évincer le Hamas après sa victoire aux élections, en armant une force palestinienne menée par des partisans du Fatah et dirigée par Mohammed Dahlan,.

### Analyses
Le Fatah semble avoir été sanctionné par les électeurs en raison de la politique suivie par l’Autorité palestinienne (son incapacité à créer des institutions solides, à éradiquer la corruption et à améliorer la vie quotidienne, ainsi que sa collaboration avec l’État israélien). Si l'occupation israélienne réduit considérablement la marge de manœuvre de l'Autorité palestinienne, son bilan apparait tout de même comme négatif pour la majorité des Palestiniens.
Le Hamas bénéficie d'une grande popularité en raison de sa participation à la résistance à l’occupation, son réseau d’aide sociale et le dévouement de ses cadres. En revanche, les électeur ne semblent pas particulièrement adhérer à son programme historique d’élimination de l’État d’Israël et les enquêtes d’opinion montrent au contraire une volonté de paix et de négociation.
Pour Alain Gresh, le boycott économique et diplomatique par les États occidentaux de l'Autorité palestinienne nouvellement élue par le peuple palestinien « discrédite dans le monde musulman le discours occidental sur la démocratie » et est « moralement condamnable » puisqu'il entraine l'appauvrissement d'un peuple pour le punir d'avoir mal voté. 
|                          |                                                      |                 |                 |                 |                  |                  |                  |       |
| Partis                   | Partis                                               | Proportionnelle | Proportionnelle | Proportionnelle | Circonscriptions | Circonscriptions | Circonscriptions | Total |
| Partis                   | Partis                                               | Voix            | %               | Sièges          | Voix             | %                | Sièges           | Total |
|                          | Hamas                                                | 440 409         | 44,45           | 29              | 1 932 168        | 40,82            | 45               | 74    |
|                          | Fatah                                                | 410 554         | 41,43           | 28              | 1 684 441        | 35,58            | 17               | 45    |
|                          | Front populaire de libération de la Palestine (FPLP) | 42 101          | 4,25            | 3               | 140 074          | 2,96             | 0                | 3     |
|                          | L'Alternative (en) (FDLP, PPP, FIDA)                 | 28 973          | 2,72            | 2               | 8 216            | 0,17             | 0                | 2     |
|                          | Initiative nationale palestinienne (INP)             | 26 909          | 2,72            | 2               |                  |                  |                  | 2     |
|                          | Troisième voix                                       | 23 862          | 2,41            | 2               | 2                |                  |                  |       |
|                          | Front de lutte populaire palestinien (FLPP)          | 7 127           | 0,72            | 0               | 8 821            | 0,19             | 0                | 0     |
|                          | Front arabe palestinien                              | 4 398           | 0,44            | 0               | 3 446            | 0,07             | 0                | 0     |
|                          | Front de libération de la Palestine (FLP)            | 3 011           | 0,30            | 0               |                  |                  |                  | 0     |
|                          | Coalition nationale pour la justice et la démocratie | 1 806           | 0,18            | 0               | 0                |                  |                  |       |
|                          | Justice palestienne                                  | 1 723           | 0,17            | 0               | 0                |                  |                  |       |
|                          | Union démocratique palestinienne (FIDA)              |                 |                 |                 | 3 257            | 0,07             | 0                | 0     |
|                          | Indépendants                                         | 953 465         | 20,14           | 4               | 4                |                  |                  |       |
|                          |                                                      |                 |                 |                 |                  |                  |                  |       |
| Votes valides            | Votes valides                                        | 990 873         | 95,05           |                 | 1 000 246        | 95,95            |                  |       |
| Votes invalides          | Votes invalides                                      | 29 864          | 2,86            | 31 285          | 3,00             |                  |                  |       |
| Votes blancs             | Votes blancs                                         | 21 687          | 2,08            | 10 893          | 1,04             |                  |                  |       |
| Total                    | Total                                                | 1 042 424       | 100             | 66              | 1 042 424        | 100              | 66               | 132   |
| Abstentions              | Abstentions                                          | 308 231         | 22,82           |                 | 308 231          | 22,82            |                  |       |
| Inscrits / participation | Inscrits / participation                             | 1 350 655       | 77,18           | 1 350 655       | 77,18            |                  |                  |       |

## Analyse
- La seconde mort de Yasser Arafat, par Gérard Delaloye, sur largeur.com